# Kemerovo
Kemerovo (rusky Кемерово) je průmyslové město v sibiřské části Ruska. Nachází se severovýchodně od Novosibirsku na řece Tom. Je hlavním městem Kemerovské oblasti. Žije zde přibližně 545 tisíc obyvatel.

## Historie
Kemerovo vzniklo sloučením několika starších ruských osad. V 17. století bývala v místech pozdějšího města jen zastávka Verchotomskij Ostrog na cestě k pevnosti v Tomsku. Roku 1701 tu vznikla první osada Sčeglovo na levém břehu řeky. V roce 1859 zde už stálo několik vesnic: Jevsejevo, Krasnij Jar, Davidovo a další)
V roce 1721 tu bylo objeveno černé uhlí, ale první doly byly otevřeny až na počátku 20. století v roce 1907. O několik let později tu vznikla i chemická továrna. Díky výstavbě železnice došlo k rychlému růstu, a Kemerovo (tehdy ještě Šceglevo) získalo roku 1918 status města. Tehdy mělo okolo 20 000 obyvatel, do roku 1956 však jejich počet stoupl na 240 000 a v osmdesátých letech 20. století překonal půlmilionovou hranici. Název Kemerovo se používá od roku 1932. V roce 1943 se Kemerovo stalo oblastním městem.
V neděli 25. března 2018 došlo k požáru v obchodním centru Zimňaja Višňa v centru města, při kterém přišlo o život 64 osob.

## Průmysl
Díky ložiskům uhlí se průmysl ve městě i jeho okolí rychle rozvíjel. Byly vybudovány chemické a strojírenské závody; díky odbočce Transsibiřské magistrály jsou napojené na evropské Rusko i na Dálný východ. Po rozpadu Sovětského svazu některé z těchto podniků zkrachovaly a v Kemerovu vzrostla nezaměstnanost.

## Partnerská města
- Salgótarján, Maďarsko